# Périllos
Périllos  (en occitan Perilhons [peɾi'ʎus], en catalan Perellós [pəɾi'ʎos], en s'ajustant à la prononciation locale Perillós [pəɾi'ʎus]) est une ancienne commune française des Pyrénées-Orientales, en région Occitanie.
La commune est rattachée le 1er janvier 1972 à Opoul pour former la commune d'Opoul-Périllos et la localité est actuellement un hameau abandonné.
Périllos était probablement de langue occitane avant son abandon. Le village voisin d'Opoul est quant à lui de langue catalane. 
Étude démographique
1 - Milieu physique

## Géographie
La commune avait une superficie de 13,56 km2. Le village est dominé au nord par le Montoullié de Périllou.

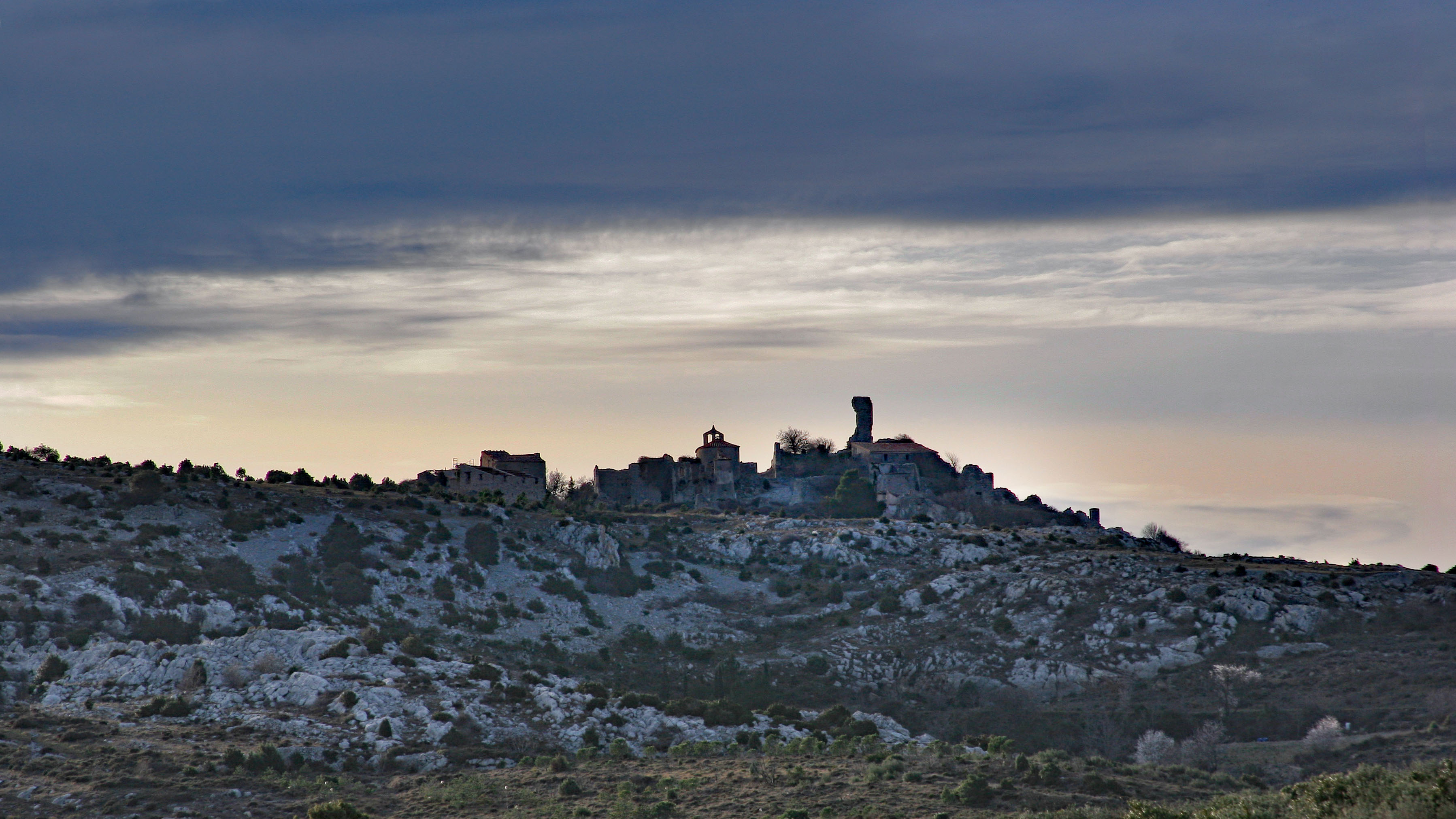
Orage sur Périllos

## Histoire
Le village de Périllos, était jadis le siège d'une seigneurie. Jean Ier d'Aragon l'érige en vicomté au XIVe siècle en remerciement pour service rendus par Raymond de Périllos, qui en devient donc le premier vicomte.
Ramon I° de Perellós, modeste seigneur de Perellós, épouse Na Peronela, la dame de compagnie de la reine Esclarmunda, femme de Jaume II, le premier roi de Mallorca. En 1323, le deuxième roi Sanç I° lui demande de participer à la tête de quelques cavaliers à la conquête de la Sardaigne. Pendant la traversée, il retrouve les vicomtes de Castellnou, de Fenollet, d’Hortafà, d’Oms et de Llupià, tous de la noblesse du Royaume de Mallorca.
A Naples, le château (Castell Novo) avec ses tours rondes.
Ramon retourne en Sicile et laisse à Lluís, son frère, la charge de gouverneur du Rosselló ; toujours nommé par le roi Alfons, Ramon III de Perellós est vice-roi de Sicile en 1441, c’est-à-dire qu’il est l’homme de confiance qui gouverne la Sicile alors qu’Alfons réside à Naples. Il meurt en 1444.
- Ramon de Perellós (1637-1720).

Autour de l’île de Malte, il participe aux batailles navales pour repousser les pirates berbères et turcs : il reçoit la Grand Croix des Hospitaliers de l’Ordre de Saint-Jean.
En 1697 le pape Innocent XII le nomme 64ième Grand Maître des Hospitaliers de l’Ordre de Saint-Jean de Jérusalem (qui deviendra l’Ordre de Malte). C’est un ordre religieux à vocation militaire.
Par arrêté préfectoral du 19 novembre 1971, Périllos est rattachée à Opoul  pour former la nouvelle commune d'Opoul-Périllos à partir du 1er janvier 1972[réf. nécessaire].

## Population et société

### Démographie ancienne
La population est exprimée en nombre de feux (f) ou d'habitants (H).
| 1365 | 1378 | 1709 | 1720 | 1755 | 1774 | 1789 | 1790 |
| ---- | ---- | ---- | ---- | ---- | ---- | ---- | ---- |
| 6 f  | 4 f  | 17 f | 14 f | 17 f | 14 f | 9 f  | 55 H |

Note :
- 1767 : comptée avec Opoul.

### Démographie contemporaine
| 1793 | 1800 | 1806 | 1821 | 1831 | 1836 | 1841 | 1846 |
| ---- | ---- | ---- | ---- | ---- | ---- | ---- | ---- |
| -    | 62   | 73   | 75   | 82   | 80   | 73   | 87   |

| 1851 | 1856 | 1861 | 1866 | 1872 | 1876 | 1881 | 1886 |
| ---- | ---- | ---- | ---- | ---- | ---- | ---- | ---- |
| 94   | 98   | 85   | 83   | 79   | 84   | 80   | 73   |

| 1891 | 1896 | 1901 | 1906 | 1911 | 1921 | 1926 | 1931 |
| ---- | ---- | ---- | ---- | ---- | ---- | ---- | ---- |
| 65   | 56   | 58   | 47   | 48   | 33   | 32   | 26   |

| 1936 | 1946 | 1954 | 1962 | 1968 | - | - | - |
| ---- | ---- | ---- | ---- | ---- | - | - | - |
| 18   | 8    | 8    | 7    | 4    | - | - | - |

Note : À partir de 1975, la population de Périllos est officiellement comptée avec celle d'Opoul. Toutefois, les derniers habitants de Périllos auraient quitté la commune dans les années 1970.

## Monuments

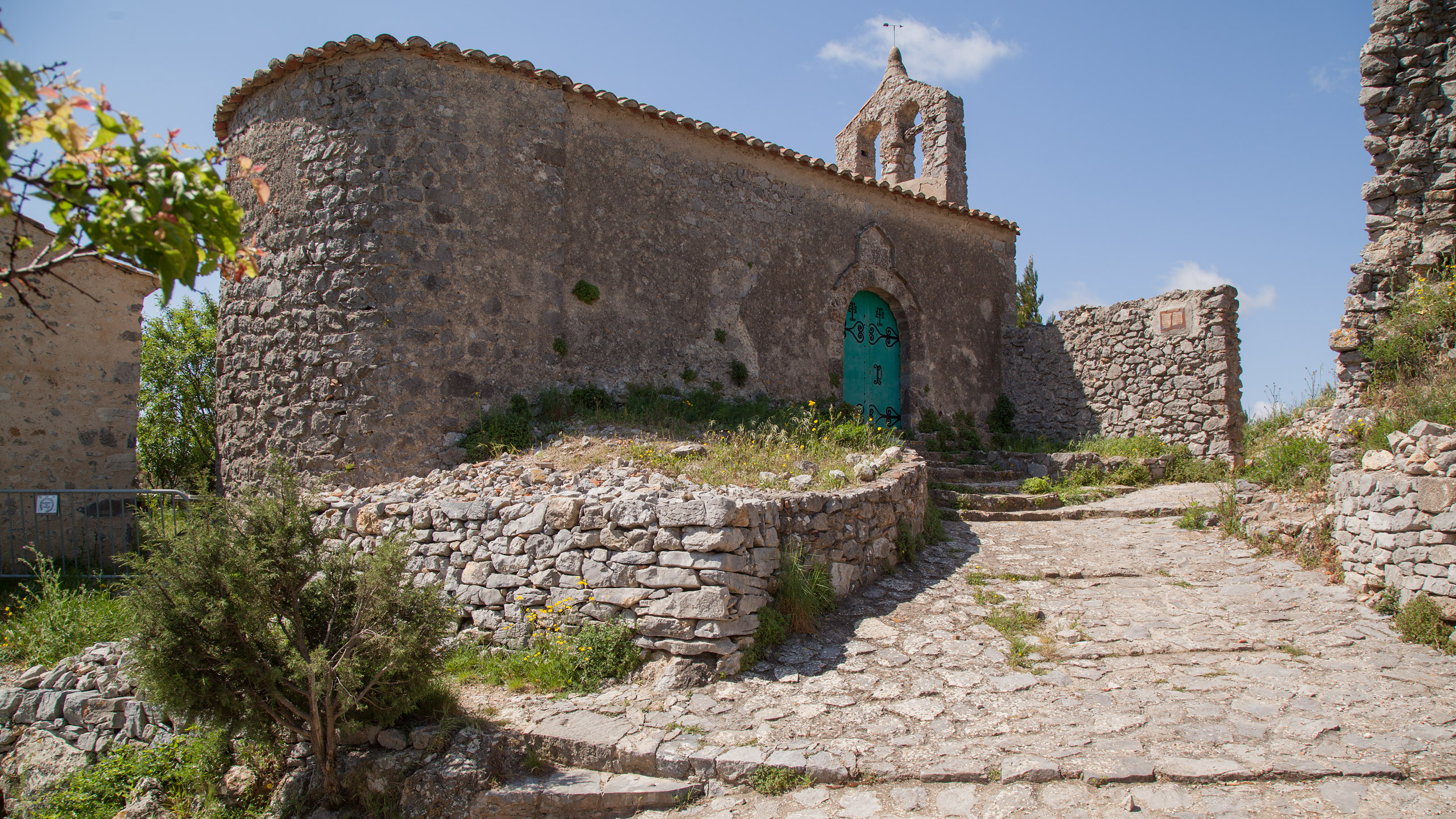
L'église Saint Michel

- Église Saint-Michel de Périllos et son cimetière
- Chapelle Sainte-Barbe
- Vestiges du château de Périllos